# Die Sühne (1917)
Die Sühne ist ein 1917 entstandenes deutsches Stummfilmmelodram mit Martha Novelly und Kurt Vespermann in den Hauptrollen.

## Handlung
Ludwig von Laas und seine Muter verbringen ein beschauliches Leben auf einem Landgut. Wie alljährlich seit gemeinsamen Kindertagen besucht ihn auch diesmal Renate, eine aufstrebende Bildhauerin. Ihr zu Ehren wird ein Wiesenfest ausgerichtet. Die geladenen Gäste kommen auf dem Wasserweg an. Wie einst in beider Kindheit spielen die beide im Anschluss daran „Blinde Kuh“. Dabei stürzt Ludwig unglücklich ins Wasser und erblindet infolgedessen.
Renate fühlt sich verantwortlich für den Verlust von Ludwigs Augenlicht und zieht nach dem Tode Frau von Laas’ auf ihr Landgut, um fortan an ihrer Stelle Ludwig zu pflegen. Es fällt ihr nicht ganz leicht, deshalb ihre Künstlerkarriere abzubrechen, hat Renates Lehrer ihr doch eine beachtliche Karriere als Bildhauerin prophezeit. Renate verhärmt im Laufe der Jahre, da ihr die Pflege Ludwigs sehr viel abverlangt. Ludwig hat seine Jugendfreundin in anderer Erinnerung und erkennt sie nicht mehr wieder, als er eines Tages sein Augenlicht wiedererlangt. Er gerät in die Fänge der Tänzerin Sybille, die jedoch nur ein böses Spiel mit ihm treibt. Spät kennt Ludwig, was er an Renate hat und kehrt reumütig zu ihr zurück.

## Produktionsnotizen
Die Sühne, Untertitel: Ein Spiel aus dem Leben, entstand zum Jahresende 1917 und wurde im Januar 1918 an Berlins Passage-Theater Unter den Linden uraufgeführt. Der Vierakter wurde mit Jugendverbot belegt besaß eine Länge von 1420 Meter.

## Kritik
„In jedes Menschenleben treten in mehr oder weniger geringem Grade Konflikte, wenn die Liebe einzieht. So werden auch hier die Schicksale zweier Menschen von der Liebe geführt und in den sich ergebenden Konflikten geläutert, bis sie nach mühevollem Wandern in dem Hafen des Friedens einlangen. Martha Novelly, von Bruno Eichgrün unterstützt, gestaltet ein harmonisches Bild, das ob seiner Wärme und Wahrheit zu den erfolgreichen Stücken gezählt werden kann. Die Photographie und Ausstattung ist erstklassig.“